# إيتريت بيريشا
إيتريت بيريشا (بالألبانية: Etrit Berisha‏) وهو لاعب كُرة قدم ألباني في مركز حراسة المرمى ولد في يوم 10 مارس 1989 في مدينة بريشتينا في كوسوفو، يلعب حالياً مع نادي سبال وسبق له اللعب مع نادي أتالانتا ونادي لاتسيو ولعب مع منتخب ألبانيا لكرة القدم ويبلغ طوله 194 سم.

## روابط خارجية
- إيتريت بيريشا على موقع الاتحاد الدولي (مؤرشف)  (الإنجليزية)
- إيتريت بيريشا على موقع الاتحاد الأوربي (الإنجليزية)
- إيتريت بيريشا على موقع اتحاد السويد (السويدية)
- إيتريت بيريشا على موقع قاعدة بيانات كرة القدم.إي يو (الإنجليزية)
- إيتريت بيريشا على موقع ناشيونال فوتبول تيمز (الإنجليزية)
- إيتريت بيريشا على موقع Soccerbase.com (لاعب) (الإنجليزية)
- إيتريت بيريشا على موقع Soccerway.com (الإنجليزية)
- إيتريت بيريشا على موقع عالم كرة القدم.نت (الإنجليزية)
- إيتريت بيريشا على موقع AS.com (الإسبانية)